# 第十号海防艦
第十号海防艦（だいじゅうごうかいぼうかん）は、日本海軍の海防艦。第二号型海防艦（丁型）の5番艦。船団護衛中に撃沈された。

## 艦歴
マル戦計画の海防艦丁、第2701号艦型の5番艦、仮称艦名第2705号艦として計画。1943年10月20日、三菱重工業長崎造船所で建造番号953番船として仮称艦名第2704号艦と同時に起工。12月22日、第十号海防艦と命名されて第二号型海防艦の5番艦に定められ、本籍を佐世保鎮守府と仮定。
1944年1月11日、第8号海防艦と同日に進水。22日、艤装員事務所が長崎海軍監督官事務所内で事務を開始。2月29日、第8号海防艦と同日に竣工し、艤装員事務所を撤去。本籍を佐世保鎮守府に、役務を佐世保鎮守府警備海防艦にそれぞれ定められ、呉防備戦隊に編入。基礎実力練成教育に従事。
1944年3月25日、海上護衛総司令部第一海上護衛隊に編入。同日、佐伯から呉へ回航し、28日から4月8日まで呉海軍工廠で船体機関の整備と教育訓練を行う。
4月8日、門司へ回航し、ヒ59船団の編成を待つ。20日、ヒ59船団を護衛してシンガポールへ向け門司発。28日、中継地の高雄に寄港。29日、引き続きヒ59船団を護衛して高雄発。
5月2日、中継地のマニラに入港。5日、臨時編成された船団を護衛してマニラ発。7日、船団はバリクパパン行きとミリ行きに分かれることとなり、本艦はバリクパパン行き船団（船団名なし）を護衛することとなり、10日バリクパパン着。11日、タラカンへ向け単艦でバリクパパン発。同日、連合艦隊作戦指揮下に編入。12日、タラカン着。16日、船団を護衛してマニラへ向けタラカン発。18日、マニラ着。以後、6月12日までの行動は不明。
6月12日、H29船団（8隻）を護衛してハルマヘラ島ワシレへ向けマニラ発。23日、ワシレ着。25日、M25船団（5隻）を護衛してワシレ発。7月3日、マニラ着。
7月5日、連合艦隊作戦指揮を解かれ、第一海上護衛隊に復帰。16日、マタ25船団（7隻）を護衛して高雄へ向けマニラ発。18日から26日までリンガエン湾に避泊。28日、高雄着。31日、マモ01船団（2隻）とタモ22船団（7隻）の合同船団を護衛して高雄発。
8月1日、船団は基隆に退避。4日、門司へ向け基隆発。8日、船団から分離して佐世保へ回航。10日から14日まで、佐世保海軍工廠で入渠し修理を行う。15日、モタ23船団（10隻）を護衛して門司発。門司出港直後から潜水艦と接触したため、船団は18日鹿児島湾に避泊。20日、高雄へ向け鹿児島発。24日、船団が潜水艦の攻撃を受けたため、本艦は対潜掃蕩と遭難者の救助を行う。25日、一旦基隆に寄港。27日、引き続きモタ23船団を護衛して基隆発。28日、高雄着。30日、ミ15船団を護衛して高雄発。船団は高雄出港後に潜水艦の攻撃により損害を出したため、31日枋寮に仮泊。
9月1日、枋寮を出港し、対潜掃蕩を実施しつつ同日東港着。3日、引き続きミ15船団を護衛して東港発。途中サンフェルナンドを経由し、7日マニラに入港。10日、マモ03船団を護衛してマニラ発。11日、マモ03船団はヒ72船団（6隻）と合同し、本艦は第20号海防艦とともに船団から分離してマニラへ回航。12日にマニラに入港したが、マモ03船団/ヒ72船団が潜水艦の攻撃により損害を出したため、本艦は第20号海防艦やマニラに在泊していた第18号海防艦とともに遭難者救助のため、同日夕刻マニラを出撃。13日、遭難者を一度海南島三亜で下艦させ、救助のため再度出港。14日朝、救助者捜索中に、捕虜の航送中に撃沈された楽洋丸(南洋海運:9,418総トン)の生存捕虜、豪軍のローランド・リチャーズ軍医大尉達157名の乗った4隻の救命ボートを発見。停船して彼らを救助した。その後、残った船とともに海南島楡林に入港した。救助した捕虜を吉備津丸に移乗させた後の16日、ヒ72船団第1分団を護衛して内地へ向け楡林発。20日、船団がアメリカ陸軍機の空襲を受け、本艦は損傷した浅香丸を護衛し、同日馬公に入港。21日、単艦で基隆に回航。23日、ヒ72船団（吉備津丸）を護衛して基隆を出港したが、24日には同船とともに基隆に帰着。25日、引き続きヒ72船団（2隻）を護衛して内地へ向け基隆発。27日、トカラ列島西方洋上北緯29度41分 東経128度02分 / 北緯29.683度 東経128.033度の地点でアメリカ潜水艦プライスの攻撃により被雷沈没した。海防艦長の一ノ瀬志朗艦長以下乗員7名の生存者を除く乗員147名が戦死または行方不明となり、生存者は第11号海防艦に収容された。
11月10日、第十号海防艦は第二号型海防艦から削除され、帝国海防艦籍から除かれた。

## 海防艦長
艤装員長
1. 一ノ瀬志朗 大尉：1944年1月30日 - 1944年2月29日

海防艦長
1. 一ノ瀬志朗 大尉/少佐：1944年2月29日 - 1944年10月1日